# 1900年夏季奥林匹克运动会网球比赛
在1900年夏季奧運會上，有四個網球比賽項目在巴黎的皮托島體育中心（Cercle des Sports de l'Île de Puteaux）舉行，來自四個國家的26名網球選手參加比賽，其中超過一半來自東道國法國。最終四個項目都被英國贏得，儘管參賽人數不多，但英國派出頂尖球手參賽，多爾蒂兄弟雷金纳德·多尔蒂及劳伦斯·多尔蒂是三屆溫布頓網球錦標賽雙打冠軍，在1900年7月4日第四次奪得溫布頓雙打冠軍，兩日後參加奧運會網球比賽，他們最終輕鬆奪得金牌。劳伦斯·多尔蒂贏得男子單打冠軍，雷金纳德·多尔蒂與夏洛特·库珀搭檔贏得混合雙打金牌，夏洛特·库珀贏得女子單打金牌。

## 項目成績
| 項目              | 金牌                                      | 银牌                                                                      | 铜牌                                                                    |
| 男子單打 （詳細） | 劳伦斯·多尔蒂（英国）                     | 哈罗德·马奥尼（英国）                                                     | 雷金纳德·多尔蒂（英国）                                                 |
| 男子單打 （詳細） | 劳伦斯·多尔蒂（英国）                     | 哈罗德·马奥尼（英国）                                                     | 阿瑟·诺里斯（英国）                                                     |
| 男子雙打 （詳細） | 劳伦斯·多尔蒂 · 及雷金纳德·多尔蒂（英国） | 混合（ZZX） · 马克斯·德屈吉（法国） · Basil Spalding de Garmendia（美国） | Guy de la Chapelle · 及安德烈·普雷沃（法国）                            |
| 男子雙打 （詳細） | 劳伦斯·多尔蒂 · 及雷金纳德·多尔蒂（英国） | 混合（ZZX） · 马克斯·德屈吉（法国） · Basil Spalding de Garmendia（美国） | 哈罗德·马奥尼 · 及阿瑟·诺里斯（英国）                                   |
| 女子單打 （詳細） | 夏洛特·库珀（英国）                       | 伊冯娜·普雷沃（法国）                                                     | 玛丽昂·琼斯·法夸尔（美国）                                              |
| 女子單打 （詳細） | 夏洛特·库珀（英国）                       | 伊冯娜·普雷沃（法国）                                                     | 黑德维希·罗森鲍莫娃（波希米亚）                                         |
| 混合雙打 （詳細） | 夏洛特·库珀 · 及雷金纳德·多尔蒂（英国）   | 混合（ZZX） · 伊冯娜·普雷沃（法国） · 哈罗德·马奥尼（英国）               | 混合（ZZX） · 玛丽昂·琼斯·法夸尔（美国） · 劳伦斯·多尔蒂（英国）        |
| 混合雙打 （詳細） | 夏洛特·库珀 · 及雷金纳德·多尔蒂（英国）   | 混合（ZZX） · 伊冯娜·普雷沃（法国） · 哈罗德·马奥尼（英国）               | 混合（ZZX） · 黑德维希·罗森鲍莫娃（波希米亚） · 阿奇博尔德·沃登（英国） |

## 獎牌榜
| 排名                     | 国家 / 地区              | 金牌 | 銀牌 | 銅牌 | 总计 |
| ------------------------ | ------------------------ | ---- | ---- | ---- | ---- |
| 1                        | 英国（GBR）              | 4    | 1    | 3    | 8    |
| 2                        | 混合（ZZX）              | 0    | 2    | 2    | 4    |
| 3                        | 法国（FRA）              | 0    | 1    | 1    | 2    |
| 4                        | 波希米亚（BOH）          | 0    | 0    | 1    | 1    |
| 4                        | 美国（USA）              | 0    | 0    | 1    | 1    |
| 总计（共5个国家 / 地区） | 总计（共5个国家 / 地区） | 4    | 4    | 8    | 16   |

## 參賽國家
賽事共有來自四個國家的26名參賽運動員參加。
- 波希米亚（1）
- 法国（14）
- 英国（6）
- 美国（5）